# Accademia di belle arti di Sassari
L'Accademia di belle arti "Mario Sironi" di Sassari è un istituto di alta cultura per la formazione delle Arti visive in Italia (istituto universitario statale appartenente al comparto AFAM). Fondata nel 1989 è in ordine cronologico la più giovane tra le venti accademie nazionali.
L’Accademia di belle arti di Sassari, come le altre diciannove accademie italiane, ha il compito di preparare all’esercizio e allo studio dell’arte, e rappresenta il più elevato livello di formazione artistica dello Stato. È sede primaria di alta formazione, di specializzazione e di ricerca nel settore artistico e svolge correlate attività di produzione della creatività artistica contemporanea, sia nella direzione della tecnica tradizionale che di quella tecnologica e scientifica sperimentale più avanzata.
L'Accademia è dotata di personalità giuridica e gode di autonomia statutaria, didattica, scientifica, amministrativa, finanziaria e contabile. È articolata, sul piano dell'offerta formativa, in scuole di 1º livello (triennale) e 2º livello (biennale), pittura, decorazione, scultura, scenografia, grafica d'arte, nuove tecnologie dell'arte, didattica dell’arte. Corsi di studio ai quali si accede con Diploma di Scuola Secondaria Superiore, previo esame di ammissione.
L'Accademia rilascia specifico diploma accademico di primo livello (laurea) e di secondo livello (laurea magistrale).
Ha vinto quattro premi nazionali delle arti negli ultimi cinque anni.